# كارينا راموس
كارينا راموس (بالإسبانية: Karina Ramos Leitón)‏ هي عارضة كوستاريكية، ولدت في 14 يوليو 1993 في إيريذيا ‏ في كوستاريكا.